# Montaut (Haute-Garonne)
Pour les articles homonymes, voir Montaut.
Montaut est une commune française située dans le centre du département de la Haute-Garonne en région Occitanie.
Sur le plan historique et culturel, la commune est dans le Volvestre, constitué des vallées de l'Arize et du Volp, proche de la vallée de la Garonne, situé au sud de Toulouse et en partie nord du Couserans. Exposée à un climat océanique altéré, elle est drainée par la Garonne, la Lèze, l'Aunat et par divers autres petits cours d'eau. La commune possède un patrimoine naturel remarquable : un site Natura 2000 (« Garonne, Ariège, Hers, Salat, Pique et Neste »), un espace protégé (« la Garonne, l'Ariège, l'Hers Vif et le Salat ») et trois zones naturelles d'intérêt écologique, faunistique et floristique.
Montaut est une commune rurale qui compte 557 habitants en 2022, après avoir connu une forte hausse de la population depuis 1975. Elle fait partie de l'aire d'attraction de Toulouse. Ses habitants sont appelés les Montois ou  Montoises.
Ses habitants sont appelés les Montaudais.

## Géographie

### Localisation
La commune de Montaut se trouve dans le département de la Haute-Garonne, en région Occitanie.
Elle se situe à 30 km à vol d'oiseau de Toulouse, préfecture du département, à 12 km de Muret, sous-préfecture, et à 15 km d'Auterive, bureau centralisateur du canton d'Auterive dont dépend la commune depuis 2015 pour les élections départementales.
La commune fait en outre partie du bassin de vie de Carbonne.
Les communes les plus proches sont : 
Noé (1,4 km), Mauzac (2,2 km), Capens (3,3 km), Saint-Sulpice-sur-Lèze (3,9 km), Longages (4,1 km), Le Fauga (4,5 km), Lavernose-Lacasse (5,1 km), Montgazin (5,3 km).
Sur le plan historique et culturel, Montaut fait partie du Volvestre, constitué des vallées de l'Arize et du Volp, proche de la vallée de la Garonne, situé au sud de Toulouse et en partie nord du Couserans.
Les communes limitrophes sont Mauzac, Auribail, Beaumont-sur-Lèze, Capens, Marquefave, Montgazin, Noé et Saint-Sulpice-sur-Lèze.
| Noé        | Mauzac    | Beaumont-sur-Lèze      |
| Capens     | Montaut   | Auribail               |
| Marquefave | Montgazin | Saint-Sulpice-sur-Lèze |

### Géologie et relief
La superficie de la commune est de 1 788 hectares ; son altitude varie de 175  à   301 mètres.

### Hydrographie

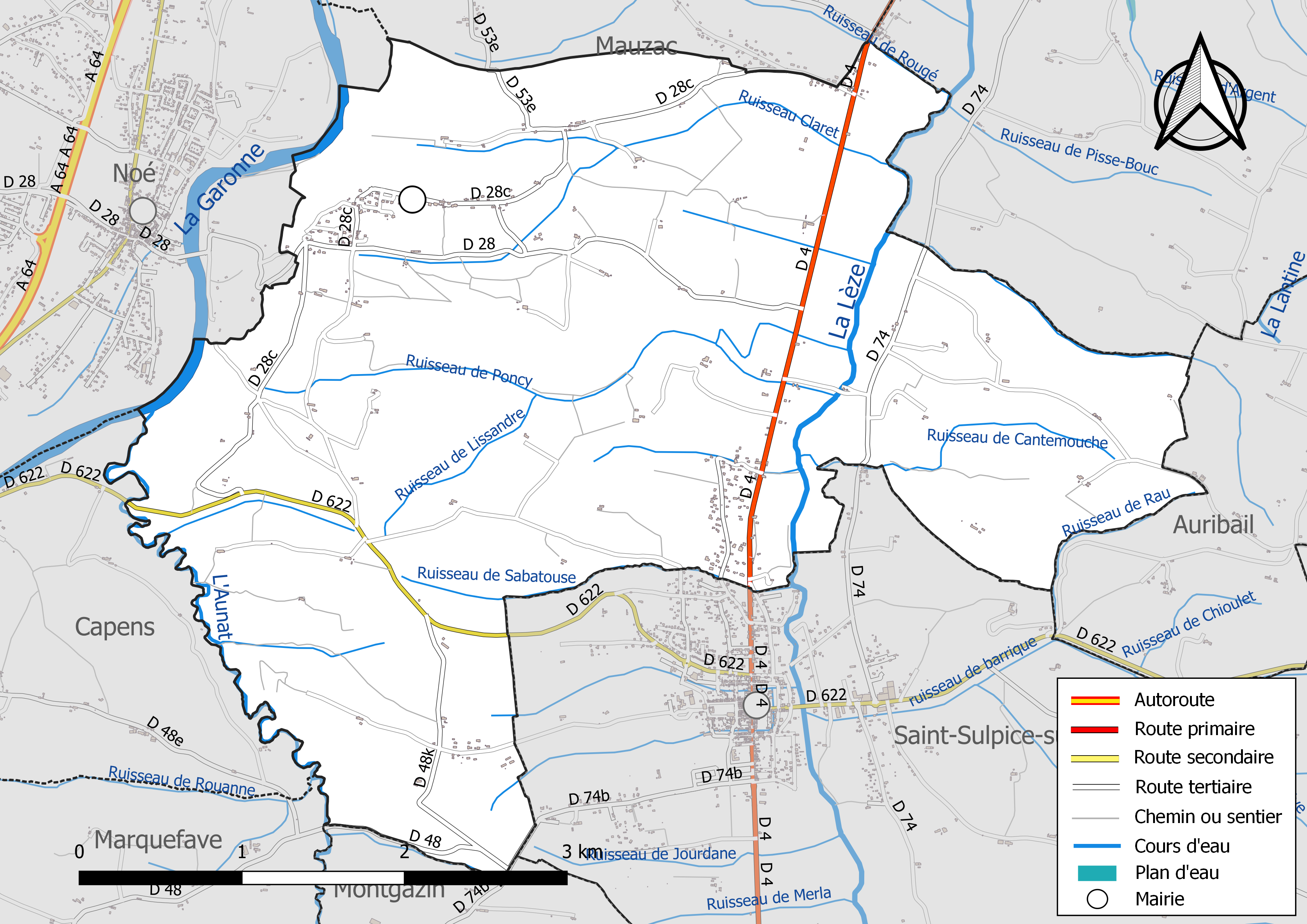
Réseaux hydrographique et routier de Montaut.

La commune est dans le bassin de la Garonne, au sein du bassin hydrographique Adour-Garonne. Elle est drainée par la Garonne, la Lèze, l'Aunat, le ruisseau Claret, le ruisseau de Cantemouche, le ruisseau de Lissandre, le ruisseau de Mourguère, le ruisseau de Poncy, le ruisseau de Rau, le ruisseau de Rougé, le ruisseau de Sabatouse et par divers petits cours d'eau, constituant un réseau hydrographique de 29 km de longueur totale,.
La Garonne est un fleuve principalement français prenant sa source en Espagne et qui coule sur 529 km avant de se jeter dans l’océan Atlantique.
La Lèze, d'une longueur totale de 70,2 km, prend sa source dans la commune de La Bastide-de-Sérou (09) et s'écoule vers le nord. Elle traverse la commune et se jette dans l'Ariège à Labarthe-sur-Lèze, après avoir traversé 20 communes.
L'Aunat, d'une longueur totale de 21,7 km, prend sa source dans la commune de Sieuras (09) et s'écoule vers le nord. Il se jette dans la Garonne sur le territoire communal, après avoir traversé 13 communes.

### Climat
Pour des articles plus généraux, voir Climat de l'Occitanie et Climat de la Haute-Garonne.
En 2010, le climat de la commune est de type climat du Bassin du Sud-Ouest, selon une étude s'appuyant sur une série de données couvrant la période 1971-2000. En 2020, Météo-France publie une typologie des climats de la France métropolitaine dans laquelle la commune est exposée à un climat océanique altéré et est dans la région climatique Aquitaine, Gascogne, caractérisée par une pluviométrie abondante au printemps, modérée en automne, un faible ensoleillement au printemps, un été chaud (19,5 °C), des vents faibles, des brouillards fréquents en automne et en hiver et des orages fréquents en été (15 à 20 jours).
Pour la période 1971-2000, la température annuelle moyenne est de 12,8 °C, avec une amplitude thermique annuelle de 15,5 °C. Le cumul annuel moyen de précipitations est de 727 mm, avec 9,7 jours de précipitations en janvier et 5,8 jours en juillet. Pour la période 1991-2020, la température moyenne annuelle observée sur la station météorologique la plus proche, située sur la commune de Lherm à 10 km à vol d'oiseau, est de 13,6 °C et le cumul annuel moyen de précipitations est de 620,4 mm,. Pour l'avenir, les paramètres climatiques de la commune estimés pour 2050 selon différents scénarios d’émission de gaz à effet de serre sont consultables sur un site dédié publié par Météo-France en novembre 2022.

### Milieux naturels et biodiversité

#### Espaces protégés
La protection réglementaire est le mode d’intervention le plus fort pour préserver des espaces naturels remarquables et leur biodiversité associée,.
Un  espace protégé est présent sur la commune : 
« la Garonne, l'Ariège, l'Hers Vif et le Salat », objet d'un arrêté de protection de biotope, d'une superficie de 1 658,7 ha.

#### Réseau Natura 2000

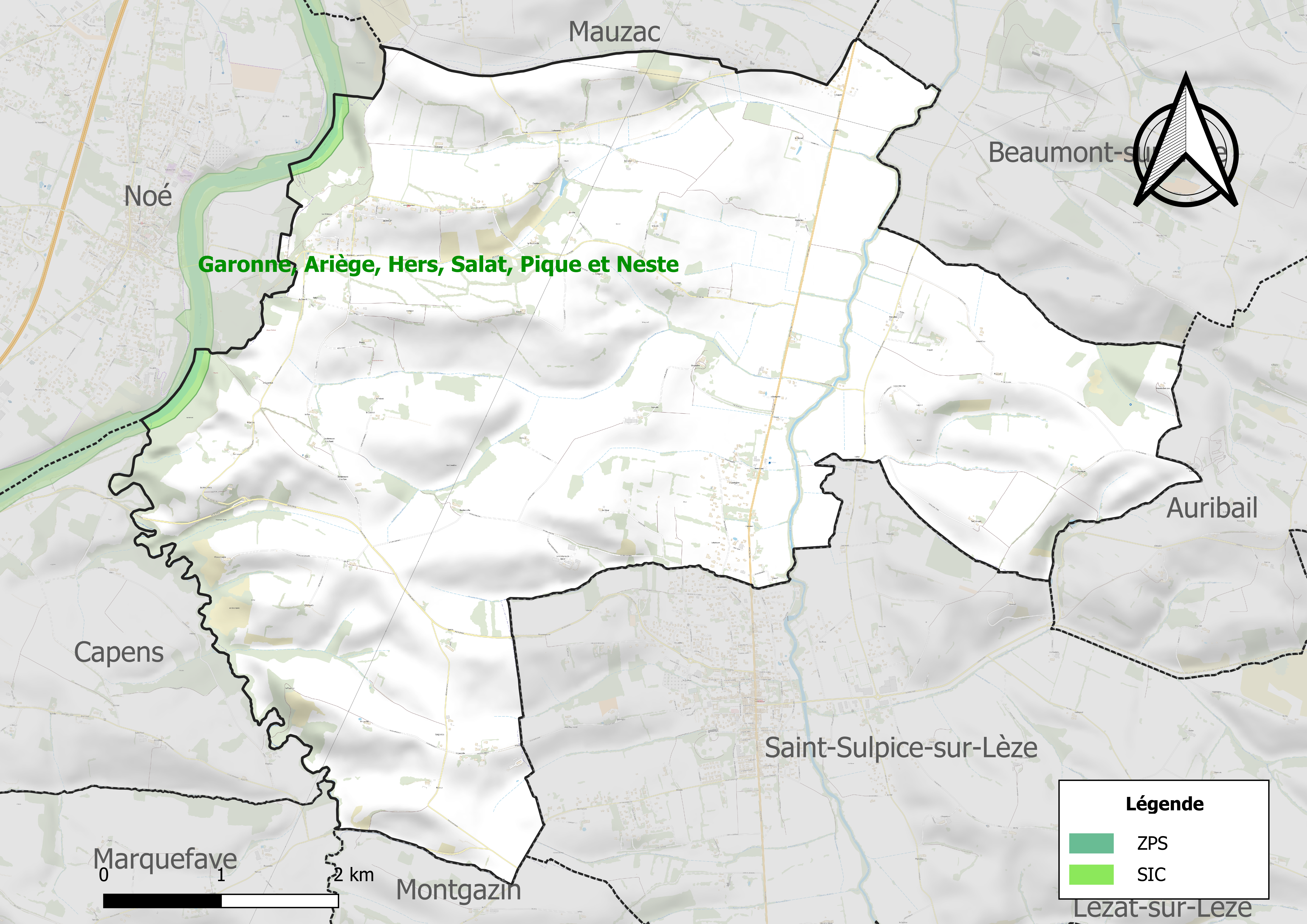
Site Natura 2000 sur le territoire communal.

Le réseau Natura 2000 est un réseau écologique européen de sites naturels d'intérêt écologique élaboré à partir des directives habitats et oiseaux, constitué de zones spéciales de conservation (ZSC) et de zones de protection spéciale (ZPS).
Un site Natura 2000 a été défini sur la commune au titre de la directive habitats : « Garonne, Ariège, Hers, Salat, Pique et Neste », d'une superficie de 9 581 ha, un réseau hydrographique pour les poissons migrateurs (zones de frayères actives et potentielles importantes pour le Saumon en particulier qui fait l'objet d'alevinages réguliers et dont des adultes atteignent déjà Foix sur l'Ariège.

#### Zones naturelles d'intérêt écologique, faunistique et floristique

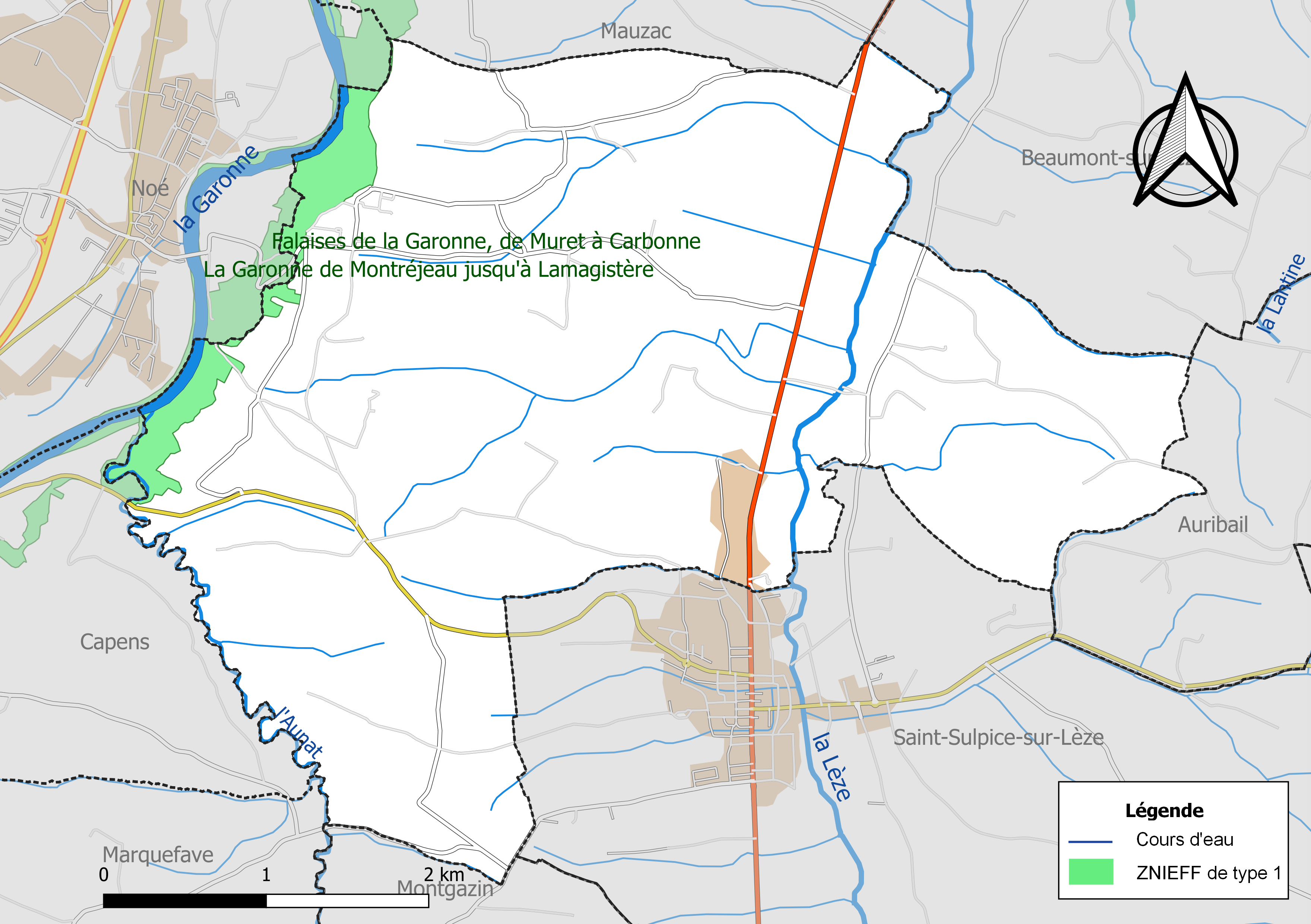
Carte des ZNIEFF de type 1 localisées sur la commune.

L’inventaire des zones naturelles d'intérêt écologique, faunistique et floristique (ZNIEFF) a pour objectif de réaliser une couverture des zones les plus intéressantes sur le plan écologique, essentiellement dans la perspective d’améliorer la connaissance du patrimoine naturel national et de fournir aux différents décideurs un outil d’aide à la prise en compte de l’environnement dans l’aménagement du territoire.
Deux ZNIEFF de type 1 sont recensées sur la commune :
les « falaises de la Garonne, de Muret à Carbonne » (525 ha), couvrant 8 communes du département et 
« la Garonne de Montréjeau jusqu'à Lamagistère » (5 075 ha), couvrant 92 communes dont 63 dans la Haute-Garonne, trois en Lot-et-Garonne et 26 en Tarn-et-Garonne
et une ZNIEFF de type 2, : 
« la Garonne et milieux riverains, en aval de Montréjeau » (6 874 ha), couvrant 93 communes dont 64 dans la Haute-Garonne, trois en Lot-et-Garonne et 26 en Tarn-et-Garonne.

## Urbanisme

### Typologie
Au 1er janvier 2024, Montaut est catégorisée commune rurale à habitat dispersé, selon la nouvelle grille communale de densité à sept niveaux définie par l'Insee en 2022.
Elle est située hors unité urbaine. Par ailleurs la commune fait partie de l'aire d'attraction de Toulouse, dont elle est une commune de la couronne,. Cette aire, qui regroupe 527 communes, est catégorisée dans les aires de 700 000 habitants ou plus (hors Paris),.

### Occupation des sols
L'occupation des sols de la commune, telle qu'elle ressort de la base de données européenne d’occupation biophysique des sols Corine Land Cover (CLC), est marquée par l'importance des territoires agricoles (94,5 % en 2018), une proportion identique à celle de 1990 (94,5 %). La répartition détaillée en 2018 est la suivante : 
terres arables (84 %), zones agricoles hétérogènes (6,8 %), forêts (3,8 %), prairies (3,7 %), zones urbanisées (1,2 %), eaux continentales (0,5 %). L'évolution de l’occupation des sols de la commune et de ses infrastructures peut être observée sur les différentes représentations cartographiques du territoire : la carte de Cassini (XVIIIe siècle), la carte d'état-major (1820-1866) et les cartes ou photos aériennes de l'IGN pour la période actuelle (1950 à aujourd'hui).

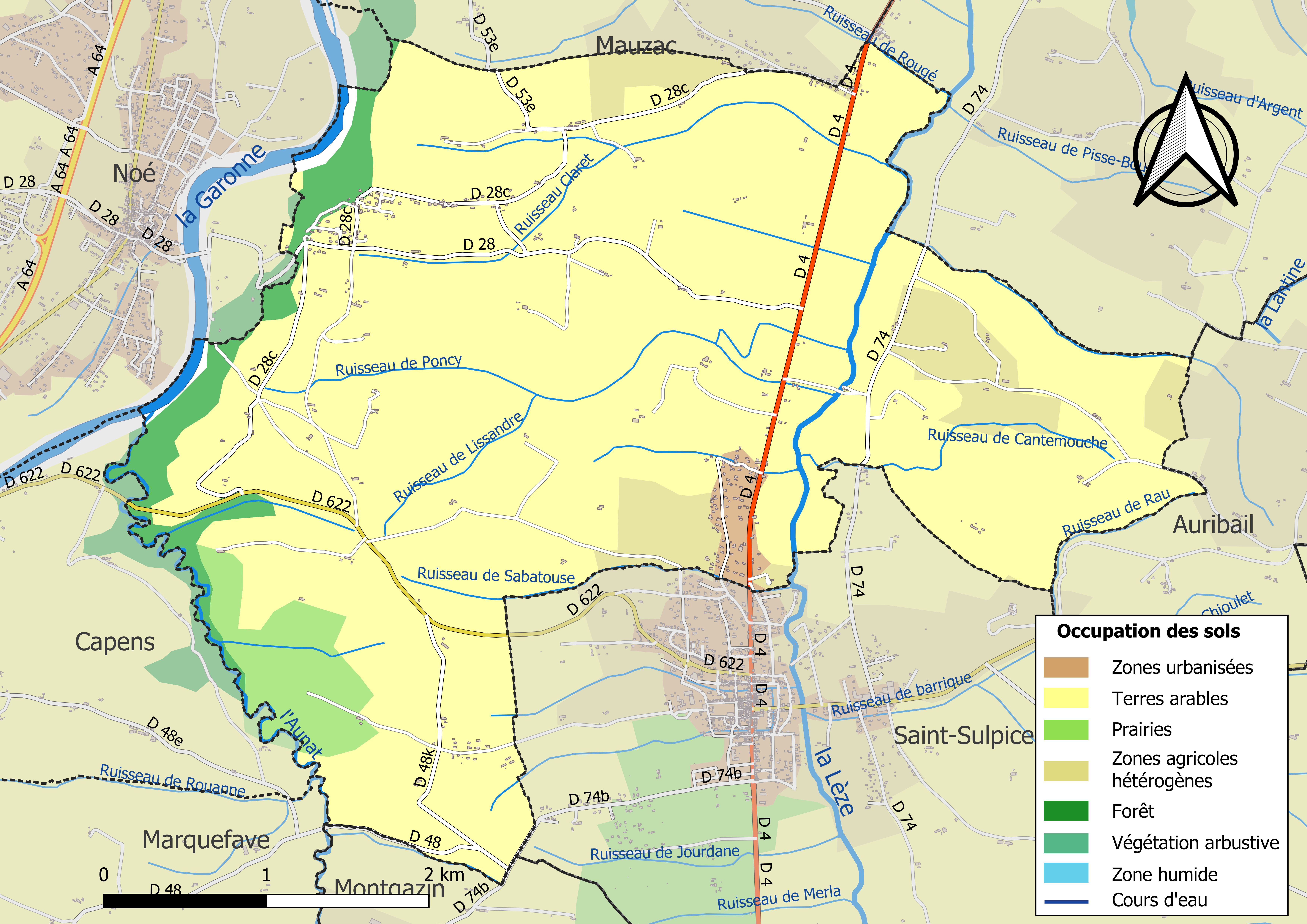
Carte des infrastructures et de l'occupation des sols de la commune en 2018 (CLC).

### Lieux-dits ou hameaux
La Grangère,

### Voies de communication et transports
- Par la route : A 64, accès par les sorties :  30,  31.

- Par l'autobus : lignes régulières de transport interurbain réseau Arc-en-ciel (anciennement SEMVAT)
- Par le train : gare de Longages-Noé ou gare du Fauga TER Midi-Pyrénées sur la ligne de Toulouse à Bayonne
- Par l'avion : l'aéroport Toulouse-Blagnac

### Risques majeurs
Le territoire de la commune de Montaut est vulnérable à différents aléas naturels : météorologiques (tempête, orage, neige, grand froid, canicule ou sécheresse), inondations, mouvements de terrains et séisme (sismicité très faible). Il est également exposé à un risque technologique, la rupture d'un barrage. Un site publié par le BRGM permet d'évaluer simplement et rapidement les risques d'un bien localisé soit par son adresse soit par le numéro de sa parcelle.

#### Risques naturels
Certaines parties du territoire communal sont susceptibles d’être affectées par le risque d’inondation par débordement de cours d'eau, notamment la Lèze et l'Aunat. La commune a été reconnue en état de catastrophe naturelle au titre des dommages causés par les inondations et coulées de boue survenues en 1982, 1992, 1993, 1999, 2000, 2007, 2009 et 2022,.

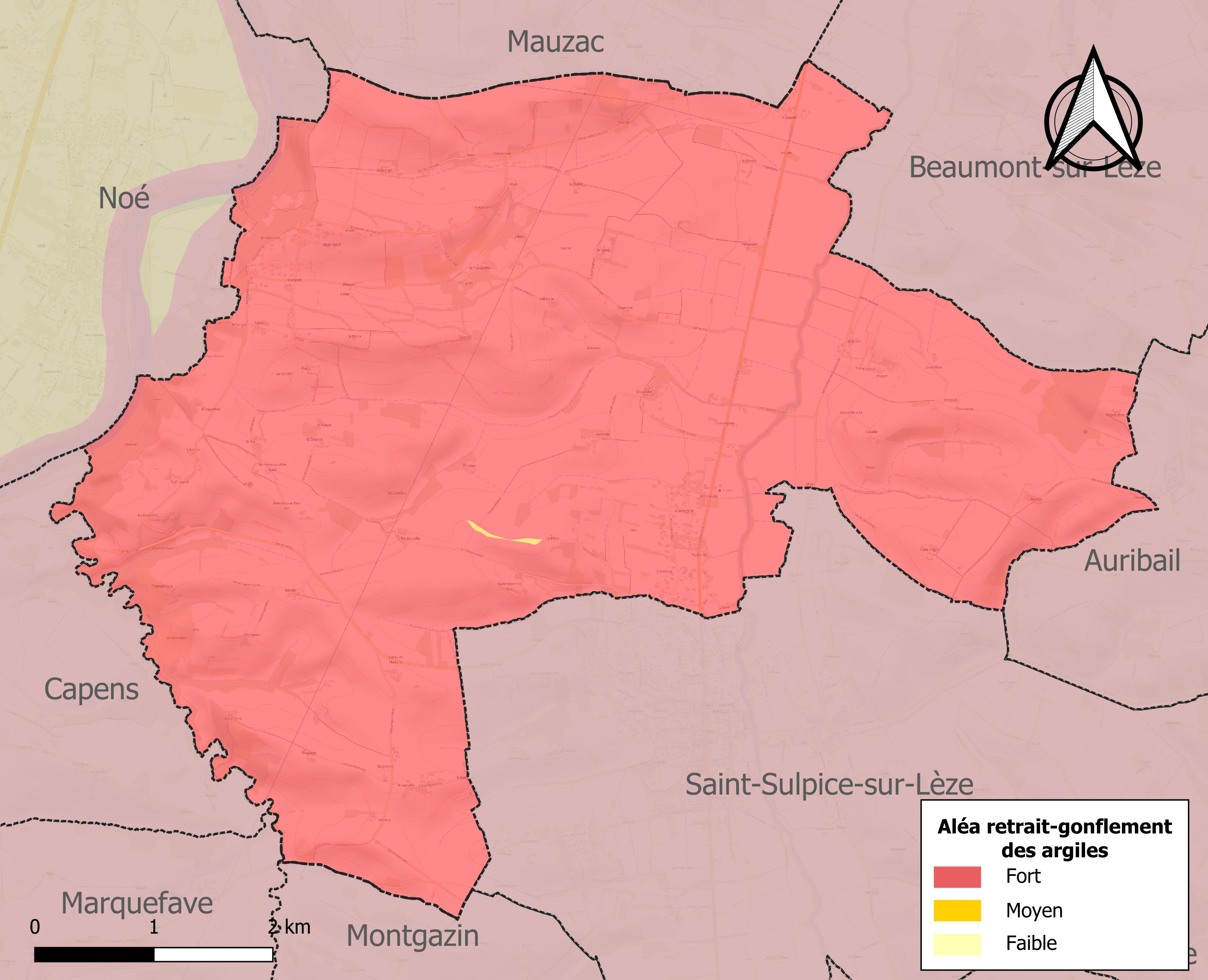
Carte des zones d'aléa retrait-gonflement des sols argileux de Montaut.

La commune est vulnérable au risque de mouvements de terrains constitué principalement du retrait-gonflement des sols argileux. Cet aléa est susceptible d'engendrer des dommages importants aux bâtiments en cas d’alternance de périodes de sécheresse et de pluie. La totalité de la commune est en aléa moyen ou fort (88,8 % au niveau départemental et 48,5 % au niveau national). Sur les 237 bâtiments dénombrés sur la commune en 2019, 237 sont en aléa moyen ou fort, soit 100 %, à comparer aux 98 % au niveau départemental et 54 % au niveau national. Une cartographie de l'exposition du territoire national au retrait gonflement des sols argileux est disponible sur le site du BRGM,.
Par ailleurs, afin de mieux appréhender le risque d’affaissement de terrain, l'inventaire national des cavités souterraines permet de localiser celles situées sur la commune.
Concernant les mouvements de terrains, la commune a été reconnue en état de catastrophe naturelle au titre des dommages causés par la sécheresse en 2003 et 2016 et par des mouvements de terrain en 1999.

#### Risques technologiques
La commune est en outre située en aval du barrage de Cap de Long sur la Neste de Couplan (département des Hautes-Pyrénées). À ce titre elle est susceptible d’être touchée par l’onde de submersion consécutive à la rupture de cet ouvrage.

## Histoire
Motte castrale à Lassalle.
Ancien prieuré de l'abbaye de Lézat.
Berceau de la famille de Montaut : cf. le maréchal de Montaut-Navailles.
À partir du moyen Âge jusqu'à sa disparition en 1790 pendant la Révolution française, Montaut faisait partie du diocèse de Rieux

## Politique et administration

### Administration municipale
Le nombre d'habitants au recensement de 2011 étant compris entre 500 et 1 499 habitants, le nombre de membres du conseil municipal pour l'élection de 2014 est de quinze,.

### Rattachements administratifs et électoraux
Commune faisant partie de la septième circonscription de la Haute-Garonne de la communauté de communes du Volvestre et du canton d'Auterive (avant le redécoupage départemental de 2014, Montaut faisait partie de l'ex-canton de Carbonne).

### Tendances politiques et résultats

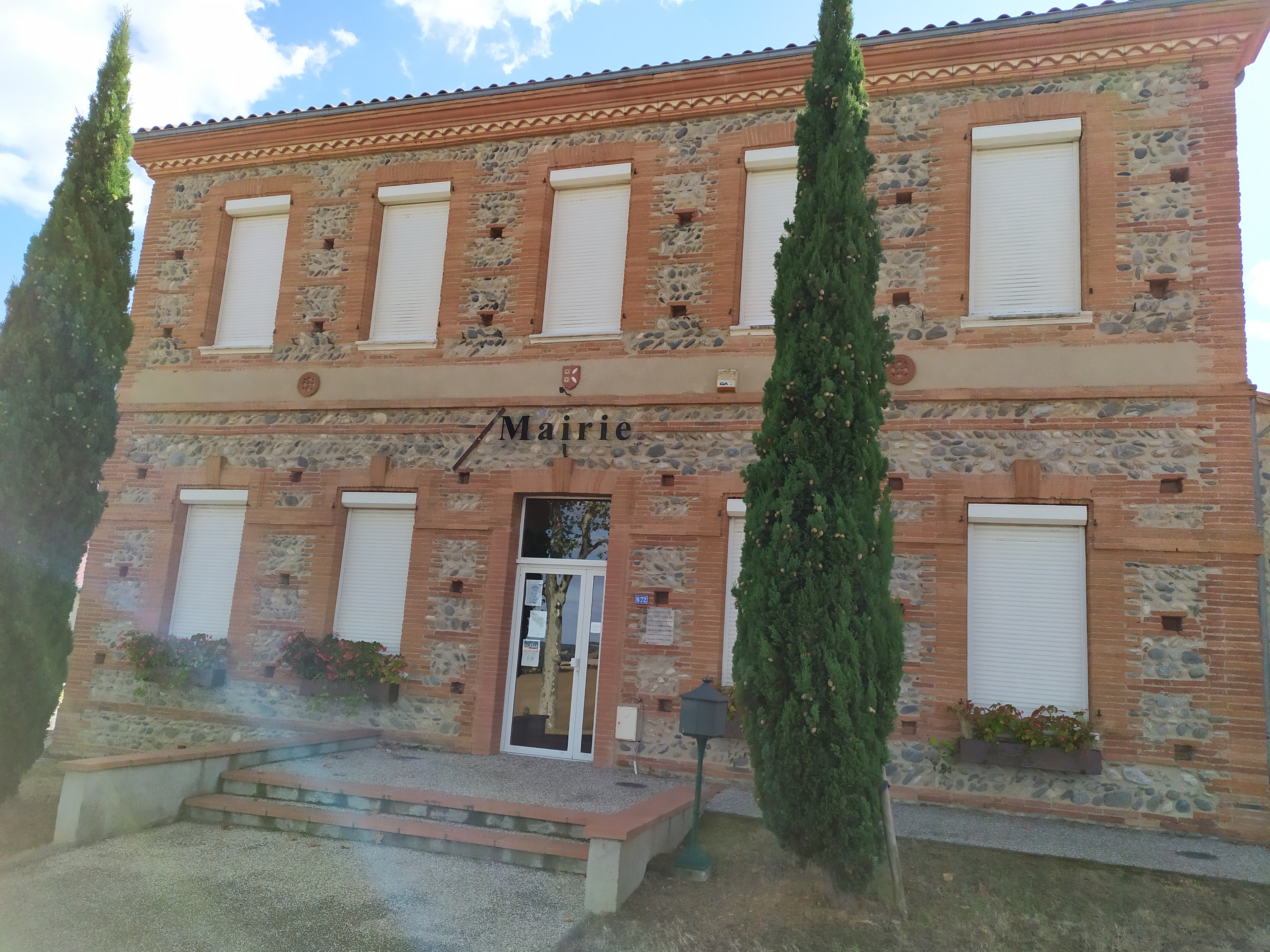
Mairie de Montaut

### Liste des maires
| Période   | Période  | Identité               | Étiquette | Qualité            |
| --------- | -------- | ---------------------- | --------- | ------------------ |
| 1790      | 1791     | Bernard Maigne         |           |                    |
| 1791      | 1792     | François Catala        |           |                    |
| 1792      | 1800     | Charles Begne          |           |                    |
| 1800      | 1816     | Bernard Maigne         |           |                    |
| 1816      | 1824     | François Catala        |           |                    |
| 1824      | 1840     | Jean-gabriel Mercadier |           |                    |
| 1840      | 1854     | Augustin Merle         |           |                    |
| 1854      | 1866     | Jean Anizan            |           |                    |
| 1866      | 1881     | François Anizan        |           |                    |
| 1881      | 1889     | Constant Germain       |           | Député (1881-1892) |
| 1889      | 1905     | Guillaume Marty        |           |                    |
| 1905      | 1914     | François Deprat        |           |                    |
| 1914      | 1925     | François Dasque        |           |                    |
| 1925      | 1953     | Jean Dorbes            |           |                    |
| 1953      | 1983     | Maurice Pons           |           |                    |
| mars 1983 | 2014     | Robert Delmas          |           |                    |
| mars 2014 | En cours | Pierre Viel            | SE        | Professeur         |

## Population et société

### Démographie
L'évolution du nombre d'habitants est connue à travers les recensements de la population effectués dans la commune depuis 1793. Pour les communes de moins de 10 000 habitants, une enquête de recensement portant sur toute la population est réalisée tous les cinq ans, les populations de référence des années intermédiaires étant quant à elles estimées par interpolation ou extrapolation. Pour la commune, le premier recensement exhaustif entrant dans le cadre du nouveau dispositif a été réalisé en 2007.

En 2022, la commune comptait 557 habitants, en évolution de +7,74 % par rapport à 2016 (Haute-Garonne : +8,02 %, France hors Mayotte : +2,11 %).
| 1793 | 1800 | 1806 | 1821 | 1831 | 1836 | 1841 | 1846 | 1851 |
| ---- | ---- | ---- | ---- | ---- | ---- | ---- | ---- | ---- |
| 583  | 682  | 703  | 610  | 696  | 694  | 662  | 693  | 667  |

| 1856 | 1861 | 1866 | 1872 | 1876 | 1881 | 1886 | 1891 | 1896 |
| ---- | ---- | ---- | ---- | ---- | ---- | ---- | ---- | ---- |
| 687  | 678  | 657  | 644  | 620  | 597  | 567  | 564  | 546  |

| 1901 | 1906 | 1911 | 1921 | 1926 | 1931 | 1936 | 1946 | 1954 |
| ---- | ---- | ---- | ---- | ---- | ---- | ---- | ---- | ---- |
| 512  | 499  | 464  | 399  | 416  | 419  | 366  | 359  | 342  |

| 1962 | 1968 | 1975 | 1982 | 1990 | 1999 | 2006 | 2007 | 2012 |
| ---- | ---- | ---- | ---- | ---- | ---- | ---- | ---- | ---- |
| 266  | 250  | 316  | 362  | 374  | 440  | 485  | 491  | 519  |

| 2017 | 2022 | - | - | - | - | - | - | - |
| ---- | ---- | - | - | - | - | - | - | - |
| 506  | 557  | - | - | - | - | - | - | - |

| selon la population municipale des années : | 1968 | 1975 | 1982 | 1990 | 1999 | 2006 | 2009 | 2013 |
| Rang de la commune dans le département      | 227  | 210  | 227  | 234  | 223  | 228  | 230  | 233  |
| Nombre de communes du département           | 592  | 582  | 586  | 588  | 588  | 588  | 589  | 589  |

## Culture locale et patrimoine

### Lieux et monuments
- Église Saint-Barthélémy du XVe siècle et du XIXe siècle.

### Enseignement
Montaut fait partie de l'académie de Toulouse.
L'éducation se fait sur la commune de Noé jusqu'au Collège (service de car scolaire).

### Culture
Comité des fêtes, fête locale (fin juin).

### Activités sportives
Tennis, centre équestre, pétanque, chasse,

### Écologie et recyclage
La collecte et le traitement des déchets des ménages et des déchets assimilés ainsi que la protection et la mise en valeur de l'environnement se font dans le cadre de la communauté de communes du Volvestre.
Il existe une déchèterie sur la commune de Carbonne en limite de la commune de Peyssies.

### Personnalités liées à la commune
- Famille de Montault
- Constant Germain

### Héraldique
| Blason de Montaut | Blason  | D'or à la croix cléchée, vidée et pommetée de douze pièces de gueules; mantelé abaissé mi-parti au 1er de gueules à quatre bouches de mortier d'or remplies de sable et au 2e de gueules à quatre otelles d'argent adossées et posées en sautoir. |
| Blason de Montaut | Détails | Le statut officiel du blason reste à déterminer. |

## Économie

### Revenus
En 2018  (données Insee publiées en septembre 2021), la commune compte 199 ménages fiscaux, regroupant 514 personnes. La médiane du revenu disponible par unité de consommation est de 25 010 € (23 140 € dans le département).

### Emploi
|                | 2008  | 2013  | 2018  |
| -------------- | ----- | ----- | ----- |
| Commune        | 5,3 % | 5,2 % | 3,8 % |
| Département    | 7,7 % | 9,6 % | 9,3 % |
| France entière | 8,3 % | 10 %  | 10 %  |

En 2018, la population âgée de 15 à 64 ans s'élève à 317 personnes, parmi lesquelles on compte 79,5 % d'actifs (75,7 % ayant un emploi et 3,8 % de chômeurs) et 20,5 % d'inactifs,. Depuis 2008, le taux de chômage communal (au sens du recensement) des 15-64 ans est inférieur à celui de la France et du département.
La commune fait partie de la couronne de l'aire d'attraction de Toulouse, du fait qu'au moins 15 % des actifs travaillent dans le pôle,. Elle compte 61 emplois en 2018, contre 69 en 2013 et 47 en 2008. Le nombre d'actifs ayant un emploi résidant dans la commune est de 241, soit un indicateur de concentration d'emploi de 25,1 % et un taux d'activité parmi les 15 ans ou plus de 63 %.
Sur ces 241 actifs de 15 ans ou plus ayant un emploi, 36 travaillent dans la commune, soit 15 % des habitants. Pour se rendre au travail, 90,7 % des habitants utilisent un véhicule personnel ou de fonction à quatre roues, 2,5 % les transports en commun, 1,6 % s'y rendent en deux-roues, à vélo ou à pied et 5,1 % n'ont pas besoin de transport (travail au domicile).

### Activités hors agriculture
37 établissements sont implantés  à Montaut au 31 décembre 2019. Le tableau ci-dessous en détaille le nombre par secteur d'activité et compare les ratios avec ceux du département,.
| Secteur d'activité                                                                                        | Commune | Commune | Département |
| Secteur d'activité                                                                                        | Nombre  | %       | %           |
| --- | ------- | ------- | ----------- |
| Ensemble                                                                                                  | 37      |         |             |
| Industrie manufacturière, industries extractives et autres                                                | 2       | 5,4 %   | (5,7 %)     |
| Construction                                                                                              | 11      | 29,7 %  | (12 %)      |
| Commerce de gros et de détail, transports, hébergement et restauration                                    | 9       | 24,3 %  | (25,9 %)    |
| Activités financières et d'assurance                                                                      | 1       | 2,7 %   | (3,8 %)     |
| Activités spécialisées, scientifiques et techniques et activités de services administratifs et de soutien | 7       | 18,9 %  | (19,8 %)    |
| Administration publique, enseignement, santé humaine et action sociale                                    | 3       | 8,1 %   | (16,6 %)    |
| Autres activités de services                                                                              | 4       | 10,8 %  | (7,9 %)     |

Le secteur de la construction est prépondérant sur la commune puisqu'il représente 29,7 % du nombre total d'établissements de la commune (11 sur les 37 entreprises implantées  à Montaut), contre 12 % au niveau départemental.

### Agriculture
La commune est dans le Volvestre, une petite région agricole localisée dans l'est du département de la Haute-Garonne, constituée de collines de terrefort à fortes pentes autrefois consacrées à l’élevage s’orientent aujourd’hui vers les grandes cultures. En 2020, l'orientation technico-économique de l'agriculture  sur la commune est la culture de céréales et/ou d'oléoprotéagineuses.
|               | 1988  | 2000  | 2010  | 2020  |
| ------------- | ----- | ----- | ----- | ----- |
| Exploitations | 24    | 18    | 10    | 11    |
| SAU (ha)      | 1 272 | 1 318 | 1 206 | 1 568 |

Le nombre d'exploitations agricoles en activité et ayant leur siège dans la commune est passé de 24 lors du recensement agricole de 1988  à 18 en 2000 puis à 10 en 2010 et enfin à 11 en 2020, soit une baisse de 54 % en 32 ans. Le même mouvement est observé à l'échelle du département qui a perdu pendant cette période 57 % de ses exploitations,. La surface agricole utilisée sur la commune a quant à elle augmenté, passant de 1 272 ha en 1988 à 1 568 ha en 2020. Parallèlement la surface agricole utilisée moyenne par exploitation a augmenté, passant de 53 à 143 ha.

## Pour approfondir